# Чинкветти, Джильола
Джильо́ла Чинкве́тти (Чинкуэ́тти; итал. Gigliola Cinquetti, род. 20 декабря 1947, Верона, Италия) — итальянская певица и телеведущая, победительница конкурса песни «Евровидение-1964».

## Биография
В 1963 году стала победительницей музыкального фестиваля в Кастрокаро. После этого в возрасте 16 лет выиграла фестиваль песни в Сан-Ремо. В 1964 году представляла Италию на конкурсе песни Евровидение, где завоевала первое место с песней «Non ho l’étà». Ближайшего конкурента, британца Мэтта Монро, занявшего второе место, она обогнала на 32 балла.
Песня стала мировым хитом, покорила хит-парады европейских стран и стала популярной в странах Северной и Южной Америки, в Гонконге и ЮАР. Песня была записана на английском, испанском, французском, немецком и японском языках. Есть версия и с русским текстом.С
В 1964 году Джильола Чинкветти снимается в своем первом фильме «Canzoni, bulli e pupe». В этом же году выходит и её дебютный альбом с двенадцатью песнями — «Gigliola Cinquetti». В 1966 году записан ещё один международный хит — «Dio, come ti amo». В том же году вновь победила в Сан-Ремо в дуэте с Доменико Модуньо.
В 1974 году во второй раз участвовала в конкурсе Евровидение с композицией «Sì» и заняла второе место, уступив квартету ABBA с песней «Ватерлоо». Однако исполнение данной песни в Италии было подвергнуто цензуре больше, чем на месяц, так как проведение конкурса совпало с проведением референдума о разрешении разводов, и название песни «Sì» («Да») могло быть воспринято как агитация. В 1975 году песня «Alle porte del sole», записанная Чинкветти за два года до этого, заняла 17-е место в хит-параде журнала «Биллборд». Вообще Джильола пела на итальянском, французском, испанском, португальском, немецком, японском и английском языках.
В 1985 году на фестивале песни в Сан-Ремо Чинкветти заняла 3-е место с песней «Chiamalo Amore» (рус. Назови это любовью; 788 722 голоса), уступив Луису Мигелю — (2-е место, 843 494 голоса) и Ricchi e Poveri (1-е место, 1 506 812 голосов).
В 1991 году совместно с Тото Кутуньо была ведущей конкурса песни Евровидение, проходившего в Риме. Затем стала профессиональным журналистом и телеведущей. В настоящее время ведёт собственную программу на телеканале RAI. Каждые 1-2 года Джильола Чинкветти выпускала альбомы, последний выпущен под названием «20.12» (это день рождения певицы) в 2016 году.

## Семья
С 1979 года замужем за Лучано Теодори (Luciano Teodori). Имеет двоих сыновей: Джованни Теодори (Giovanni Teodori) и Костантино Теодори (Costantino Teodori).

## Фильмография
- 1964 — Canzoni bulli e pupe
- 1965 — Questi pazzi pazzi italiani, камео
- 1966 — Testa di rapa, Ангелина
- 1966 — Dio come ti amo! Джильола ди Франческа
- 1968 — Professor Matusa e i suoi Hippies
- 1968 — Addio giovinezza! Дорина
- 1973-74 — They Sold a Million, Сериал, камео
- 1975 — La hora de... (Время), сериал, камео
- 1982 — Champs-Elysées (Елисейские поля), сериал, камео
- 1999 — Commesse (Продавщицы), сериал, Клара Максима
- 2001 — I cavalieri che fecero l'impresa (Рыцари крестового похода)

## Дискография[1]

### Альбомы
- 1964 — Gigliola Cinquetti (CGD, FG 5012)
- 1967 — La rosa nera (CGD - Serie Smeraldo, POP 36)
- 1967 — Gigliola per i piu piccini (CGD, FG 5036)
- 1968 — Gigliola Cinquetti e il Trio Panchos in Messico (CBS, S 63404)
- 1969 — L'orage (1969)
- 1969 — Il treno dell'amore (CGD - Serie Smeraldo, POP 75)
- 1971 — Cantando con gli amici (CGD, FGL 5086)
- 1972 — …E io le canto cosi (CGD, FGL 5094)
- 1972 — Fidelement votre… (1972)
- 1972 — Su e giu per le montagne (CGD, FGL 5114)
- 1972 — I Vari Volti Di Gigliola Cinquetti (CGD)
- 1973 — Recital In Japan
- 1973 — Stasera ballo liscio (CGD, 69044)
- 1974 — Auf der Strasse der Sonne (1974)
- 1974 — Bonjour Paris (CGD, 65978)
- 1974 — Gigliola Cinquetti in Francia (CGD, 65602)
- 1974 — Gigliola Cinquetti (CGD, 69068)
- 1974 — Go (Before You Break My Heart) (1974)
- 1974 — L'Edera e Altre Fantasie (CGD, 69194)
- 1975 — Il meglio di Gigliola Cinquetti (CGD, 69126)
- 1975 — Gigliola e la banda (CGD, 69194)
- 1978 — Pensieri di donna (CGD, 20050)
- 1982 — Portoballo (CGD, 20336)
- 1989 — …e inoltre ciao (WEA, 244906-1)
- 1991 — Tuttintorno (Dischi Ricordi, SMRL 6437)
- 1994 — Luna Nel Blu… Con Amore
- 1995 — Giovane vecchio cuore (Mercury Records, 526 832-2)
- 1996 — Live in Tokyo (NAR International, 044295007-2)
- 1997 — Prima del temporale (Fuego)
- 1999 — I successi (1999)
- 2004 — Collezione Privata (Dischi Ricordi)
- 2006 — Il Meglio di Gigliola Cinquetti
- 2015 — 20.12 (Lela S.r.l., 1/2016)

### Синглы
- 1964 : Non ho l'età
- 1964 : Sei un bravo ragazzo
- 1964 : Quando vedo che tutti si amano
- 1964 : Penso alle cose perdute
- 1964 : L'italiano, en duo avec Maurice Chevalier
- 1964 : Il primo bacio che darò
- 1964 : Non è niente, lasciami stare
- 1964 : Ce n'e uno solo
- 1964 : Prima o poi… telefonerai
- 1964 : Tout un dimanche loin de toi
- 1964 : Charmant comme toi
- 1964 : Uno di voi
- 1964 : L'un d'entre vous
- 1964 : Reste là
- 1965 : Dans l'église de lumière
- 1965 : Les yeux baissés
- 1965 : J'oublie
- 1965 : Un jour pour ceux qui s'aiment
- 1965 : Ho bisogno di vederti
- 1965 : Grazie amore
- 1965 : Napoli fortuna mia
- 1965 : Anema e core
- 1966 : Dio come ti amo
- 1966 : Mille ani
- 1966 : Sfiorisci bel fiore
- 1966 : Vuoi
- 1966 : Mon Dieu comme je t'aime
- 1966 : Les filles et les roses
- 1966 : La feuille qui tombe
- 1966 : Vous
- 1967 : Dommage, dommage
- 1967 : Quand le rossignol a chanté
- 1967 : Le cœur trop tendre
- 1967 : La voix de mon amour
- 1967 : La rosa nera
- 1967 : Ho il cuore tenero
- 1967 : Tutti sono andati
- 1967 : Una storia d'amore
- 1967 : Quando io sarò partita
- 1967 : La rose
- 1967 : Tout le monde est parti
- 1967 : Une histoire d'amour
- 1967 : Le matin où je serai partie
- 1968 : Comment te dire
- 1968 : Le soir
- 1968 : Quelli erano i giorni
- 1968 : Volano le rondini
- 1969 : La pioggia
- 1969 : Zero in amore
- 1969 : L'orage
- 1969 : Vole, petite hirondelle
- 1969 : Le tandem
- 1969 : Il faut sortir
- 1969 : Mon petit doigt
- 1969 : Le chemin qui mène à l'amour
- 1969 : Liverpool
- 1969 : L'aeroplano
- 1969 : La lluvia (en espagnol)
- 1970 : J'ai le cœur plus grand que l'amour
- 1970 : Vive la fête
- 1970 : Romantico blue
- 1970 : T'amo lo stesso
- 1970 : La domenica andando alla messa
- 1971 : Canto bambino
- 1971 : Fatalità
- 1971 : Le bateau-mouche
- 1971 : Quand la fête est finie
- 1971 : Mister chipp
- 1972 : Tous les hommes sont fidèles
- 1972 : Une chanson triste pour un jour de fête
- 1972 : Un coin de terre, un olivier (sur l'air de Gira l'amore)
- 1972 : Pourquoi
- 1972 : Je suis timide
- 1972 : Parti sans adresse
- 1972 : Tu balli sul mio cuore
- 1972 : Un altra donna, un altra canzone
- 1974 : Qui comando io
- 1974 : Alle porte del sole
- 1974 : Dernière histoire, premier amour
- 1974 : Mister ship
- 1974 : Sì
- 1974 : Il pappagallo verde
- 1974 : Lui
- 1974 : Le tandem
- 1974 : Si on voulait
- 1974 : Le grand manège aux souvenirs
- 1975 : Comment fait-elle, dis-moi ?
- 1975 : La Joconde
- 1976 : La primavera
- 1976 : Sans toi
- 1977 : Western
- 1977 : Rossignol
- 1992 : La poésie d'une femme
- 1992 : Di più di quest'amore